# تونی شوماخر
تونی شوماخر (آلمانی: Toni Schmücker؛ ۲۳ آوریل ۱۹۲۱ – ۶ نوامبر ۱۹۹۶) یک چهارمین مدیر عامل اجرایی شرکت خودروسازی فولکس‌واگن بود.